# Мусалла

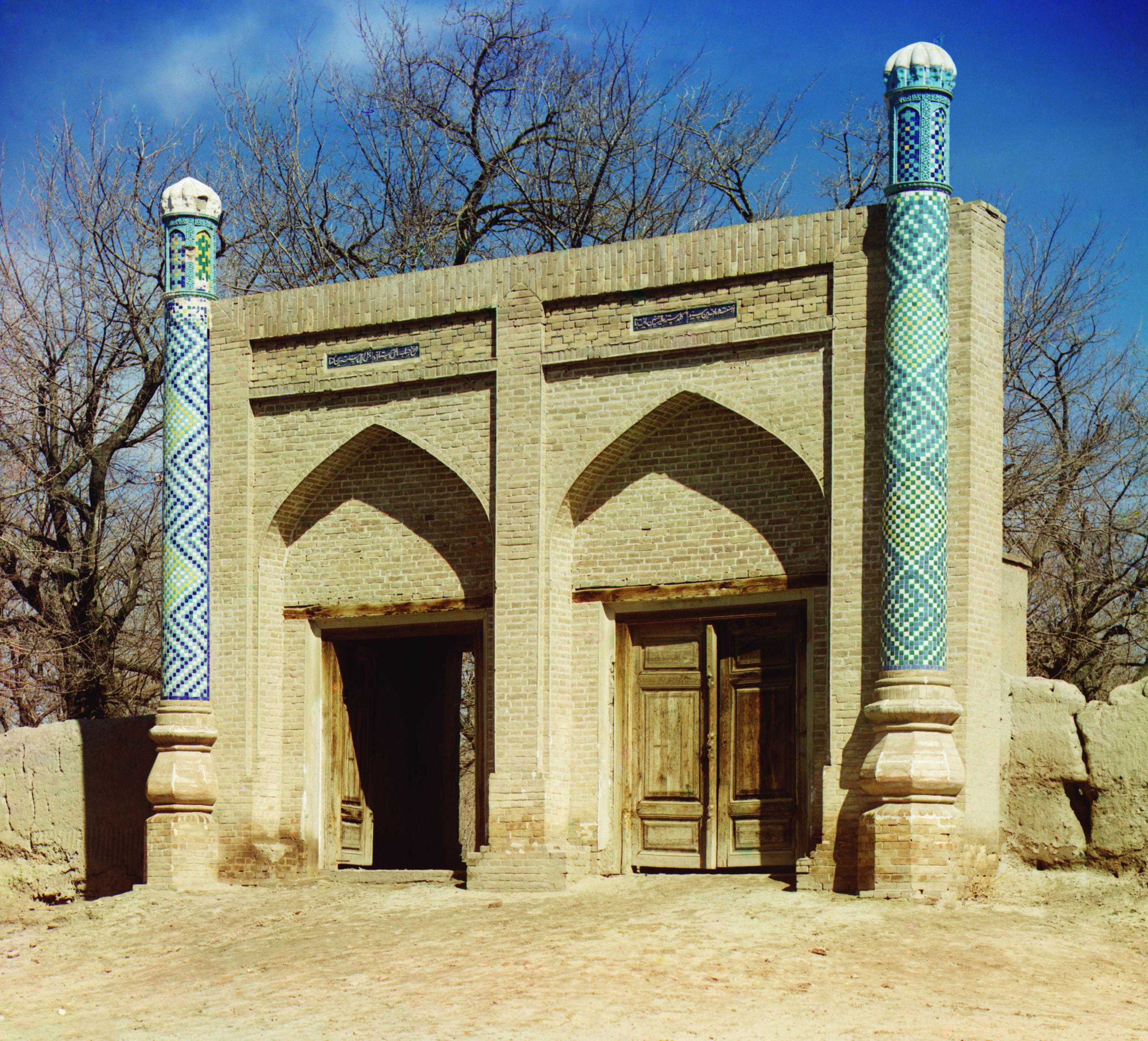
Мечеть Намазгох в Самарканді

Мусалла (араб. المصلى, кириліз.: місце молитви), намазгох, намазга (тадж. Намозгоҳ) — спочатку синонім мечеті, потім — святкова заміська мечеть, призначена для молитви і жертвопринесення в свята Курбан-байрам і Рамазан-байрам. Зазвичай, намазгох — це відкрита площа прямокутної форми, посипана гравієм або піском, де з боку кібли знаходиться стіна з міхрабом. Традиція здійснення святкової молитви в мусаллі існувала в Середній Азії до початку XX століття, в інших країнах (наприклад, в Ірані) ця традиція залишилася, але вона поступово згасає.
Архітектурно, мусалла відноситься до відкритого типу мечеті (місцем здійснення колективних молитов), з композиційним типом — зазвичай, огородженою площею, в якій присутні міхраб, мімбар, а в деяких випадках — мінарет. Даний тип молитовних споруд мав доволі широке поширення в ісламському світі. Наприклад, на північних землях поширення ісламу до мусалли можна віднести комплекс Кече манара в місті Болгар (Татарстан, РФ).
У більш широкому розумінні, мусалла — молитовний зал, в тому числі, і той, що знаходиться в мечеті.